# Seorsus clavifolius
Seorsus clavifolius är en myrtenväxtart som först beskrevs av Charles Austin Gardner, och fick sitt nu gällande namn av Barbara Lynette Rye och Malcolm Eric Trudgen. Seorsus clavifolius ingår i släktet Seorsus och familjen myrtenväxter. Inga underarter finns listade i Catalogue of Life.